# Martin Seydel
Hugo Martin Seydel (* 10. Februar 1871 in Gohlis bei Leipzig; † 25. August 1934 in Wittdün) war ein deutscher Musikwissenschaftler, Stimmbildner und Philosoph.

## Leben und Wirken
Martin Seydel war der zweite Sohn des Philosophen und Theologen Rudolf Seydel. Er studierte ab 1890 an der Universität Leipzig zunächst Medizin, ab 1891 Philosophie und Musikwissenschaft und erhielt in Leipzig und Dresden eine Gesangsausbildung bei Friedrich Renner. 1894 wurde er mit der Arbeit Arthur Schopenhauers Metaphysik der Musik an der Universität Leipzig zum Dr. phil. in Musikwissenschaft promoviert. Ab 1898 war er Privatlehrer für Gesang und Deklamation. 1900 wurde er an der Universität Leipzig Lehrer für Vortragskunst und 1904 Lektor für Vortragskunst und Liturgie.
1913 bis 1934 war er Professor an der Philosophischen Fakultät der Universität Leipzig. Ab 1921 war er außerdem Lehrer für Stimmkunde am Kirchenmusikalischen Institut des Landeskonservatoriums Leipzig. In seiner wissenschaftlichen Arbeit und Lehrtätigkeit wurde er besonders von Wilhelm Wundt beeinflusst. Er befasste sich mit den physiologischen Grundlagen der Stimmbildung, dem Zusammenhang von Resonanz und Phonation, der Rolle des Tonus und der Atmung als Grundfunktion der Stimme.
Seydel trug zur „Sammlung Wustmann“ von Gustav Wustmann und dessen Sohn Rudolf Wustmann bei.
Martin Seydel war ab 1898 verheiratet mit Margarete geb. Sachsse (1871–1945). Er starb am 25. August 1934 während eines Ferienaufenthaltes in Wittdün auf Amrum.

## Schriften
- Arthur Schopenhauers Metaphysik der Musik. Ein kritischer Versuch. Breitkopf & Härtel, Leipzig 1895, OCLC 878372741.
- Rudolf Seydel: Die Buddha-Legende und das Leben Jesu nach den Evangelien erneute Prüfung ihres gegenseitigen Verhältnisses. Mit ergänzenden Anmerkungen von Martin Seydel. Felber, Weimar 1897.
- Über Stimme und Sprache und wie man sie gebrauchen soll. Ein Beitrag zur Theorie der Stimmbildung und Vortragskunst. Teubner, Leipzig 1902.
- Deutscher Glaube. Ein Gedicht in neun Gesängen. Hinrichs, Leipzig 1909, OCLC 910478779.
- Grundfragen der Stimmkunde. Für Sänger und Sprecher. Kahnt, Leipzig 1909.
- Elemente der Stimmbildung und Sprechkunst. Röder & Schunke, Leipzig 1910.
- Zwei Gedichte von Friedrich Nietzsche als Vortragsstudien. In: Die Sprache. Zeitschrift für rhetorische Praxis. Nr. 1, 1912, S. 9–12.
- Stimmbildung und rednerische Ausdrucksübungen im Dienste der Kirche. Hinrichs, Leipzig 1913, DNB 361698127.
- Roderich Benedix: Redekunst. Anleitung zum mündlichen Vortrage. 7. Auflage. Durchgesehen und ergänzt von Martin Seydel. Weber, Leipzig 1913, DNB 578847477.
- mit Georg Witkowski: Der alte deutsche Kriegsgesang in Worten und Weisen. Insel, Leipzig 1915.
- Karl Ludwig Krumbach: Sprechübungen (Sprich lautrein und richtig!) 6. Auflage. Bearbeiter Wolfgang Balzer. Mit einer Einleitung, Bemerkungen zur Technik und einem Schlusswort von Martin Seydel. Teubner, Leipzig 1925, DNB 57479882X. 8. Auflage 1932.